# Ahmed Deedat
Ahmed Husein Deedat (n. 1 iulie 1918, Surat, India Britanică – d. 8 august 2005, Verulam, KwaZulu-Natal, Africa de Sud) a fost un gânditor, scriitor și predicator musulman din Africa de Sud. A rămas celebru pentru prelegerile și dezbaterile academice în care a fost implicat de-a lungul timpului, călătorind în numeroase țări cu scopul de a prezenta adevărurile islamului lumii întregi. Principala sa temă de interes era studiul comparativ al marilor religii. De asemenea, Deedat este fondatorul organizației Islamic Propagation Centre International (IPCI) și mentorul lui Zakir Naik.

## Biografie
Ahmed Hussein Deedat s-a născut în data de 1 iulie 1918 în orașul Tadkeshwar din actualul stat Gujarat, India. La scurt timp după nașterea sa, tatăl său a decis să emigreze pentru a lucra în Africa de Sud. Cu toate acestea, Ahmed și restul familiei au rămas în India până când acesta a împlinit vârsta de 9 ani, iar apoi au plecat în Africa de Sud. Acolo a fost înscris la școală și și-a continuat studiile până la vârsta de 16 ani, când, din cauza condițiilor financiare dificile ale familiei, a fost forțat să renunțe la școală și să lucreze. La vârsta de 18 ani, în 1936, pe când lucra ca vânzător la un magazin, Deedat a intrat în contact pentru prima dată cu un grup de misionari creștini. Aceștia încercau să li se adreseze imigranților indieni musulmani, ca Deedat, în ideea de a-i convinge să renunțe la islam în favoarea creștinismului. Stilul ofensiv al misionarilor și acuzele acestora la adresa islamului și a Profetului Mahomed, l-au determinat pe Deedat să se aplece asupra studiului mai aprofundat asupra propriei religii, dar și a creștinismului.
Ahmed Deedat a decis să parcurgă literatura creștină și musulmană disponibilă la acel moment în Africa de Sud. Una dintre cărțile care l-au inspirat și l-au influențat profund a fost Izhar-ul Haqq (Adevărul Dezvăluit), o lucrare anticreștină a teologului musulman indian Rahmatullah Kairanawi (1818-1891). Cartea a fost scrisă tot ca răspuns la predicile ostile ale misionarilor creștini din India la adresa islamului și accentuează faptul că religia creștină și Biblia, pe care se bazează aceasta, nu au nicio credibilitate și nici nu reprezinta Cuvântul lui Dumnezeu. Cartea l-a determinat pe Deedat să achiziționeze o Biblie, să o studieze și să înceapă să-i combată pe misionarii din Africa de Sud, în apărarea islamului.
Inițial, Deedat a început să frecventeze cercurile misionarilor ce abordau problematica islamului, între care cercul unui anume Mr. Fairfax, predicator creștin popular la acel moment. A frecventat în jur de 3 ani aceste întâlniri, discutând despre diferențele și asemănările dintre islam și creștinism. La vârsta de 24 de ani, în 1942, Ahmed Deedat și-a susținut prima prelegere publică la Durban în fața unei audiențe modeste. Tema prelegerii a fost Muhammad: Messenger of Peace (Muhammad: Mesagerul Păcii), ca răspuns la acuzele misionarilor privind răspândirea islamului prin sabie și violență. În paralel, Deedat a devenit ghid voluntar la Moscheea Juma din Durban, unde le vorbea turiștilor și vizitatorilor creștini despre diferențele dintre cele două religii și despre adevărurile islamului.
În anul 1949, Ahmed Deedat a decis să se mute cu familia sa în Karachi, Pakistan. A locuit acolo cel puțin trei ani, după care a revenit în Africa de Sud pentru a continua eforturile sale de da'wa (predicare a islamului).
În anul 1957, Ahmed Deedat, împreună cu doi prieteni, Goolam Hoosein Vanker și Taahir Rasool, au fondat Islamic Propagation Centre International (IPCI), o organizație ce avea drept scop publicarea unor materiale de popularizare a islamului printre nemusulmani și organizarea unor cursuri pentru noii musulmani. În scurt timp, Deedat a reușit să pună bazele unui seminar islamic, As-Salaam Educational Institute, în Braemar, care din 1973 a intrat sub administrația organizației Muslim Youth Movement of South Africa.
În anii '80, activitatea lui Ahmed Deedat a început să fie cunoscută în afara Africii de Sud, mai ales după ce în anul 1984 l-a provocat public pe Papa Ioan Paul al II-lea la o dezbatere televizată la Vatican. Fără să primească un răspuns, Deedat a scris pamfletul His Holiness Plays Hide and Seek with Muslims (Sanctitatea Sa se joacă de-a v-ați ascunselea cu musulmanii). 
În anul 1986, Deedat a primit, alături de filosoful francez Roger Garaudy, Premiul Regelui Faisal pentru servicii aduse islamului oferit de către autoritățile din Arabia Saudită. În această perioadă a anilor 1985-1986, Ahmed Deedat face primele sale călătorii unde conferențiază în Arabia Saudită, Egipt, Marea Britanie și Pakistan. La finalul anului 1986 merge pentru prima dată în Statele Unite ale Americii unde a purtat o dezbatere celebră cu teleevanghelistul Jimmy Swaggart.
În anul 1987 merge în Emiratele Arabe Unite și în Maldive, unde a fost premiat de către președintele Maumoon Abdul Gayoom. În anul 1988 merge din nou în Marea Britanie. În anul 1991 ajunge în Suedia și în Danemarca unde poartă trei dezbateri cu pastori renumiți de acolo. În anul 1994 ajunge din nou în Statele Unite, dar și în Canada, unde poartă o dezbatere cu episcopul Wesley Halpenny Wakefield. În 1996 merge în Australia.
Ahmed Deedat a ținut numeroase prelegeri în aceste țări, prelegeri precum Is the Bible God's Word? (Este Biblia Cuvântul lui Dumnezeu?), What The Bible Says About Muhammad? (Ce spune Biblia despre Muhammad?) sau Al-Qur'an the Miracle of Miracles (Coranul: Minunea Minunilor). De asemeena, Deedat a scris numeroase cărți și broșuri pe teme diverse. Cele mai populare sunt The Choice: Islam or Christianity (Alegerea: Islamul sau creștinismul), What The Bible Says About Muhammad? (Ce spune Biblia despre Muhammad?), Al-Qur'an: the Ultimate Miracle (Coranul: Ultima minune), Christ in Islam (Hristos în islam) și  Crucifixion or Cruci-Fiction? (Răstignire sau ficțiune?). Scrierile și înregistrările cu prelegerile și dezbaterile sale au o largă răspândire pe internet.
La data de 3 mai 1996, Ahmed Deedat a suferit un accident vascular cerebral care l-a lăsat imobilizat la pat. A fost transportat pentru îngrijiri medicale la un spital din Riad, capitala Arabiei Saudite. Incapabil să mai vorbească, a învățat să comunice printr-o serie de mișcări ale ochilor printr-o diagramă prin care forma cuvinte și propoziții recunoscând scrisorile care i-au fost citite. Și-a petrecut ultimii 9 ani ai vieții într-un pat din casa lui din Africa de Sud, îngrijit de soția sa, Hawa Deedat, fiind vizitat de numeroși simpatizanți. A murit în 8 august 2005, la vârsta de 87 de ani.